# Vijf Dynastieën en Tien Koninkrijken
Vijf Dynastieën en Tien Koninkrijken is de in de Chinese historiografie gebruikelijke naam voor de periode tussen 907, het einde van de Tang-dynastie, en 960, begin van de Song-dynastie. Het was een periode van politieke verdeeldheid. 
Dit bood niet-Chinese volkeren de mogelijkheid eigen staten te vormen. In het noordoosten stichtten de Kitan, invallers uit het huidige Mantsjoerije in 947 hun eigen Liao-dynastie. Het zuidelijk deel van dat buitenlandse rijk lag op traditioneel Chinees grondgebied, de Zestien Prefecturen. 
In het zuidwestelijke Yunnan vestigden inheemse stammen het koninkrijk Dali, opvolgingsstaat van Nan Chao. In het zuiden maakte Vietnam zich onafhankelijk. Economisch verschoof het zwaartepunt steeds duidelijker van het gebied ten noorden van de Yangtze naar de meer zuidelijk gelegen gebieden. In tegenstelling tot het noorden kenden die gebieden in deze periode juist een versnelde economische ontwikkeling. 

## Vijf Dynastieën
Nadat Houliang Taizu (852-912) een einde aan de Tang-dynastie had gemaakt, volgden in het gebied ten noorden van Jangtsekiang vijf heersershuizen elkaar in snel tempo op. Hun hoofdstad was het huidige Kaifeng. Het gebied dat zij beheersten werd voortdurend geteisterd door oorlogen. Zij werden in de traditionele geschiedschrijving beschouwd als de legitieme opvolgers van de Tang-dynastie en kregen daarom de naam Vijf Dynastieën. Dat waren:
Latere Liang, 907-923 

heersers:
- Houliang Taizu r. 907-912
- Zhu Yougui r. 912-913[1]
- Houliang Modi r. 913-923

Latere Tang, 923-936 

heersers:
- Houtang Zhuangzong r. 923-925
- Houtang Mingzong r. 926-933
- Houtang Minzong r. 933-934
- Houtang Feidi r. 934-936

Latere Jin, 936-947 

heersers:
- Houjin Gaozu r. 936-942
- Houjin Chudi r. 942-946

Latere Han, 947-951 

heersers:
- Houhan Gaozu r. 947-948
- Houhan Yindi r. 948-951

Latere Zhou, 951-960 

heersers:
- Houzhou Taizu r. 951-954
- Houzhou Shizong r. 954-959
- Houzhou Gongdi r. 959-960

r. regeringsperiode

## Tien Koninkrijken

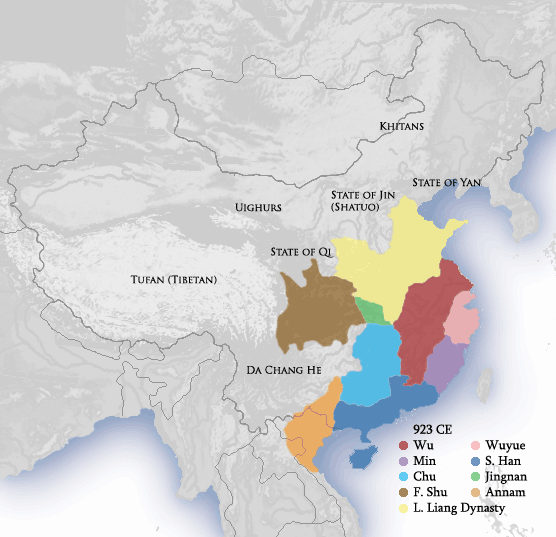
Situatie in 923, het gebied van de Latere Liang, de eerste van de Vijf Dynastieën, is geel aangegeven. De andere staten behoren tot de Tien Koninkrijken.

Vanaf de tweede helft van de achtste eeuw konden de regionale militaire bevelhebbers (Jiedushi) zich steeds onafhankelijker opstellen ten opzichte van het centrale gezag. Uiteindelijk verklaarden de commandanten ten zuiden van de Jangtsekiang hun gebieden onafhankelijk, eerst als koninkrijk en na de val van de Tang-dynastie in 907 ook als keizerrijk. 
In de traditionele historiografie worden in totaal tien staten onderscheiden, de Tien Koninkrijken. Zij worden als niet-legitiem beschouwd, zodat ze in de geschiedschrijving worden aangeduid als 'staten' (guo) en niet als 'dynastieën' (dai). In tegenstelling tot het noorden, kenden de staten ten zuiden van de Jangtsekiang een grote binnenlandse stabiliteit. Zij hadden vaak natuurlijke grenzen en konden dankzij hun onafhankelijkheid de economische voordelen van hun geografische ligging volledig voor zichzelf benutten. Belastingen hoefden niet meer te worden afgedragen aan een centrale overheid, maar konden worden geïnvesteerd in de eigen regio. Zo kon Guangzhou, het centrum van het koninkrijk van de Zuidelijke Han en vaak Kanton genoemd, zich in deze periode ontwikkelen tot belangrijke handelsstad. 
In Fujian, het koninkrijk Min, werd de basis gelegd voor de ontwikkeling van Fuzhou en Quanzhou tot belangrijke havensteden. Sichuan, het koninkrijk Shu, ontwikkelde zich economisch ook, onder andere door de export van thee. Op deze manier ontwikkelde zich in de zuidelijke staten een sterk regionalisme. Het militaire initiatief tot eenwording kwam daarom ook uit het noorden.
De Tien Koninkrijken waren:
- Yang Wu 907–937
- Wuyue 907–978
- Min 909–945
- Chu 907–951
- Zuidelijke Han 917–971
- Vroegere Shu 907–925
- Latere Shu 934–965
- Jingnan 924–963
- Zuidelijke Tang 937–975
- Noordelijke Han 951–979